# Tulinabo S. Mushingi

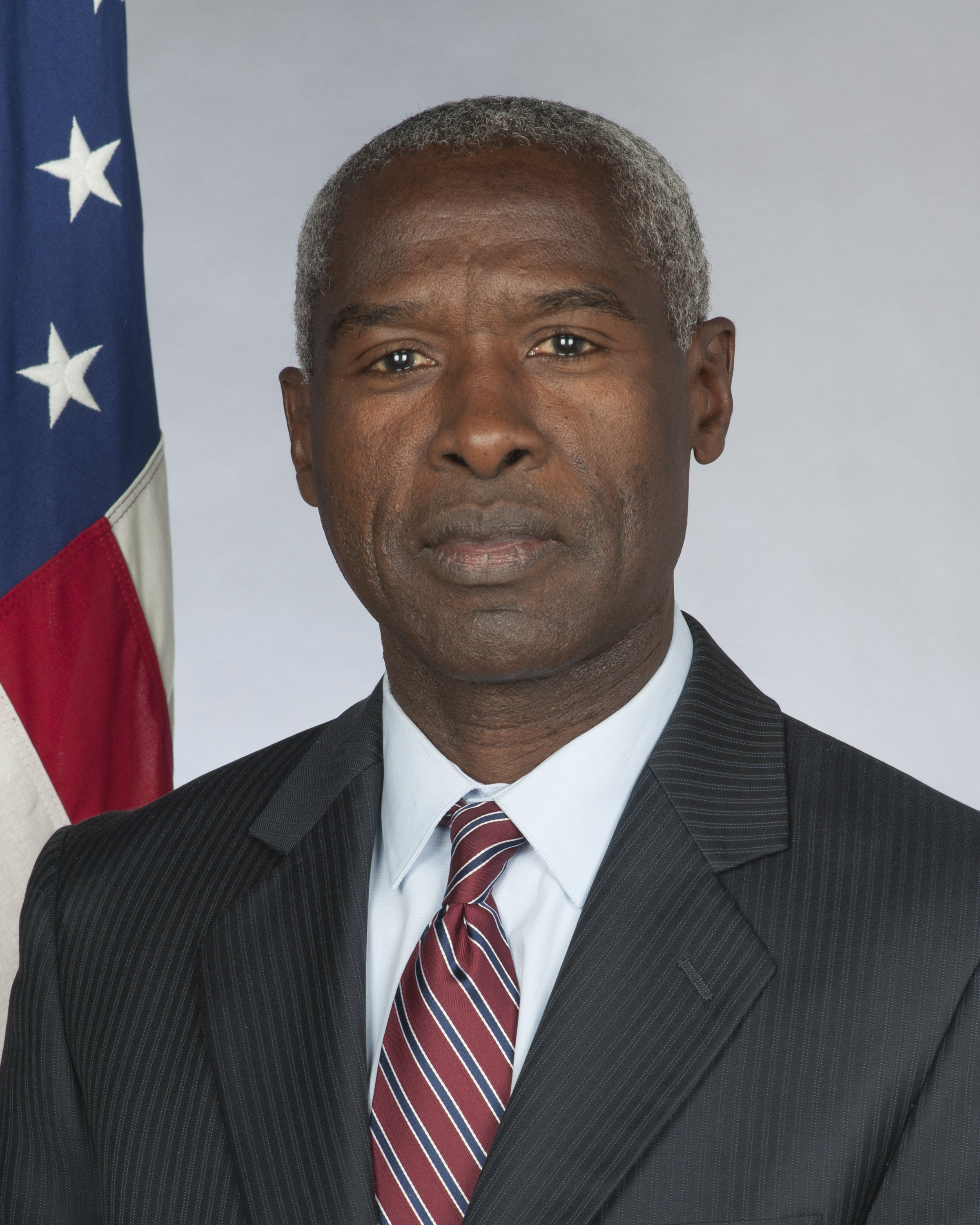
Tulinabo S. Mushingi

Tulinabo Salama Mushingi (* 1956) ist ein US-amerikanischer Diplomat, von 2013 bis 2016 Botschafter in Burkina Faso, von 2017 bis 2022 Botschafter im Senegal, als der er auch als Botschafter in Guinea-Bissau akkreditiert war, und seit 2022 Botschafter in Angola, als der er auch als Botschafter in São Tomé und Príncipe akkreditiert ist.

## Leben
Mushingi studierte am Institut supérieur pédagogique in Bukavu, einer Stadt im Osten der Demokratischen Republik Kongo, an der Howard University, wo er einen Master erhielt, und promovierte er an der Georgetown University. Nach seinem Studium lehrte er an der Georgetown University und arbeitete für den Friedenscorps in Papua-Neuguinea, der Demokratischen Republik Kongo, Niger, und der Zentralafrikanischen Republik. Als Mitglied des United States Foreign Service arbeitete er zunächst in den Botschaften in Mosambik und Malaysia, worauf er 1996 Foreign Affairs Analyst im Bureau of Intelligence and Research, 1997 Post Management Officer im Bureau of International Organizations Affairs und 1999 Counseling and Assignment Officer im Bureau of Human Resources wurde. Zwei Jahre später versetzte man ihn ins Konsulat der Vereinigten Staaten in Casablanca in Marokko. Zwischen 2003 und 2006 als Supervisory General Services Officer im Executive Office of the Secretary of State, worauf er in der Botschaft in Tansania als Counselor for Management Affairs fungierte. Nachdem er zwischen 2009 und 2011 Deputy Chief of Mission in Äthiopien war, wirkte er erneut im Executive Office of the Secretary of State. 2013 ernannte ihn der Präsident Barack Obama zum Botschafter der Vereinigten Staaten in Burkina Faso. Vier Jahre später ernannte ihn Obamas Nachfolger Donald J. Trump zum Botschafter im Senegal, als der er standardmäßig auch als Botschafter in Guinea-Bissau akkreditiert ist. Zu seinem derzeitigen Posten als Botschafter in Angola und São Tomé und Príncipe ernannte ihn Joe Biden.